# Perk. Batang Seponggol
Perk. Batang Seponggol is een bestuurslaag in het regentschap Labuhan Batu Selatan van de provincie Noord-Sumatra, Indonesië. Perk. Batang Seponggol telt 642 inwoners (volkstelling 2010).